# Gustav Schilling

Gustav Schilling, Stich von Carl August Deis nach einem Gemälde von Johann Michael Holder (1852)

Friedrich Gustav Schilling (* 3. November 1805 in Schwiegershausen; † 25. Februar 1880 in Crete, Nebraska) war ein deutscher Musikschriftsteller, Herausgeber und Lexikograph.

## Leben
Schilling war der Sohn eines Kantors sowie Dorf-Schullehrers und trat bereits mit zehn Jahren als Pianist auf. Ab 1823 besuchte er die Universität Göttingen, studierte dort Theologie und wahrscheinlich auch Philosophie. 1826 ging er an die Universität Halle, wo er seine Studien beendete. Anschließend war er als Prediger tätig. 1829 wurde in Göttingen in Theologie promoviert und 1830 in Philosophie.
1830 ließ er sich als Klavierlehrer in Stuttgart nieder und wurde Direktor des von Franz Stöpel begründeten Musikinstituts.
Er publizierte zahlreiche Bücher über Musik und Musikpädagogik, in denen er eine wertkonservativ-klassizistische Kunstauffassung vertritt, wonach die „Vervollkommnung der Menschheit“ Maßstab aller Kunst sei, verbunden mit dem volkspädagogischen Bildungsideal, Musikausübung und Musikwissen seien für alle lernbar, wenn man nur das richtige System anwende. Am bekanntesten wurde er durch die von ihm herausgegebene Encyclopädie der gesammten musikalischen Wissenschaften (1835–1838), an der sich zahlreiche bedeutende Musiker und Gelehrte der damaligen Zeit beteiligten. Bei einigen seiner Schriften wurde ihm schon von seinen Zeitgenossen Plagiat vorgeworfen. Beispielsweise basiert sein Hauptwerk Versuch einer Philosophie des Schönen in der Musik (1838) sowohl in der Grundanlage als auch über größere Strecken im Wortlaut auf Carl Seidels Charinomos. Beiträge zur allgemeinen Theorie und Geschichte der schönen Künste (zwei Bände, Magdeburg 1825 und 1828). Teilweise hat er sich auch selbst plagiiert. Neben den Plagiaten bemängelten Zeitgenossen auch sachliche Fehler und ungeprüfte Übernahmen aus anderen Werken in Schillings Enzyklopädien. Die Kritiken, u. a. von Heinrich Dorn und Carl Ferdinand Becker, mündeten in öffentlichen Streitschriften, die in der von Robert Schumann herausgegebenen Neuen Zeitschrift für Musik und in der von Schilling herausgegebenen Jahrbüchern des deutschen National-Vereins für Musik und ihre Wissenschaften ausgetragen wurden.
Schilling gründete 1839 den „Deutschen National-Verein für Musik und ihre Wissenschaft“ und gewann für die Präsidentschaft den Kasseler Kapellmeister Ludwig Spohr. Er wurde ständiger Sekretär dieses Vereins und verantwortlicher Redakteur der Jahrbücher des Deutschen Nationalvereins für Musik und ihre Wissenschaft, die von 1839 bis 1843 erschienen.
Im April 1857 floh er aus Stuttgart, wobei er laut Zeitungsberichten seine Frau und seine Kinder erster Ehe zurückließ. Anschließend reiste er über Liverpool in die USA, wo er bei einem seiner Söhne Unterschlupf fand. Er lebte zunächst in New York, dann in Kanada und schließlich in Nebraska auf der Farm seines Sohnes. Wegen Schulden in Höhe von 150.000 Gulden und Fälschung von Wechseln verurteilte ihn das Schwurgericht Esslingen am 23. Dezember 1862 in Abwesenheit „zu einer Zuchthausstrafe von zehn Jahren“. Eine Auslieferung nach Deutschland scheiterte jedoch.
Er veröffentlichte einige Beiträge im New Yorker Musical Review and Gazette. Im New Yorker belletristisches Journal schrieb er einige Artikel unter dem Titel Erinnerungen eines Verstorbenen, die sich mit der europäischen Künstlerwelt befassen. Ferner soll er unter dem Pseudonym „The Hermit of Iowa“ geschrieben haben. Eventuell handelt es sich dabei um eine Übersetzung ins Englische eines eigentlich deutschen Pseudonyms.
Im Handbook of American Music and Musicians (1886) wird vermutet, dass er ein Manuskript Art of Touch hinterließ.

## Meinungen
- "Sehen wir von dem ab, was er abgeschrieben hat, so finden wir in seinen Werken einen breiten, schwülstigen Stil, der in salbungsreichen Worten ohne gründliches Können und Wissen oberflächlich über die Sache schwatzt."
(über Gustav Schilling, von Robert Eitner in Allgemeine Deutsche Biographie, herausgegeben von der Historischen Kommission bei der Bayerischen Akademie der Wissenschaften, Band 31 (1890), S. 256–259)
- "Bemerkenswert an Schillings Musikästhetik ist daher weniger der durchaus konventionelle ästhetische Konservatismus, sondern vielmehr der Umstand, dass sie nicht bei einer Reflextion auf bloß theoretische Sachverhalte verharrt, sondern deren Konsequenzen auch für die musikalische Praxis herausarbeitet. [...] Sein Versuch einer Philosophie des Schönen in der Musik stellt in weiten Teilen ein astreines Plagiat von Seidels zweibändiger Ästhetik Charinomos dar. [...] Das Schilling trotz aller Unredlichkeit einen anderen Schwerpunkt als Seidel setzt - nämlich einen konkret musikalischen, während Seidel ein mimisches Gesamtkunstwerk konzipiert - und auch Einzelaspekte noch einmal unterschiedlich akzentuiert (vgl. Münzmay 2010, S. 108), spielt in der von Plagiats- und anderen Betrugsvorwürfen dominierten Rezeptionsgeschichte (vgl. Eitner 1890; Eggebrecht 1963) bisher eine untergeordnete Rolle."
(S. 748, 749) von Alexander Faschon in Lexikon Schriften über Musik, Band 2: Musikästhetik in Europa und Nordamerika (2022)

## Familie
Schillings Eltern waren Gottlieb Christian Schilling und Regina Christina Krack. Er selbst hatte zwei Ehefrauen: Carolina Holzapfel und Charlotte Belcher (* 2. November 1810). Charlotte Belcher heiratete er 1836 in Stuttgart und sie hatte vier Kinder, darunter Wilhelmina Charlotte Turrell, geborene Schilling (* 21. Juni 1837 in Stuttgart), die nach Neuseeland auswanderte.

## Musikwerke
- The Daughter's Secret (Kritik in der Musical Review and Gazette)
- I have a heart or, Because I love him dearly (Titelblatt mit Widmung an Erminia Frezzolini)
- Lad that I love

## Werke
- De Revelatione divina. Diss. phil., 1829
- Relatio affectuum ad summam facultatem cognoscendi. Diss. phil., 1830
- Was ist Schuld an den heillosen Gährungen und Unruhen unserer Tage, und wodurch kann ihnen abgeholfen werden? Ein Wort seiner Zeit für Jedermann. Stuttgart 1830
- Musikalisches Handwörterbuch nebst einigen vorangeschickten allgemeinen philosophisch-historischen Bemerkungen über die Tonkunst. 1830
- Aesthetische Beleuchtung des Königlichen Hof-Theaters zu Stuttgart. Ein zeitgemäßes Wort an alle Theater-Direktionen, alle Künstler und das gesammte Kunst liebende Publikum. Stuttgart 1832
- Briefe über die äußere Canzel-Beredtsamkeit oder die kirchliche Declamation und Action. Stuttgart 1833; 2. verbesserte Auflage 1838, Erster Band, 1833, Zweiter Band, 1833
- Die Kunst der äusseren Kanzel-Beredtsamkeit, oder die Lehre von der kirchlichen Declamation und Action. 2. Auflage. Stuttgart 1845, books.google.de
- Encyclopädie der gesammten musikalischen Wissenschaften, oder Universal-Lexicon der Tonkunst, 6 Bände und ein Zusatzband, Stuttgart 1835–1838 (2. Auflage 1840–1842) (Digitalisate Google, Digitalisate Hathi Trust)
  - 1. Band, 1835,  A – Bq (urn:nbn:de:bvb:12-bsb10600488-3)
  - 2. Band, 1835, Braga – F-Moll (urn:nbn:de:bvb:12-bsb10600489-3)
  - 3. Band, 1836, Fockerodt – Irland (urn:nbn:de:bvb:12-bsb10600491-6)
  - 4. Band, 1837, Irregulärer Durchgang – Morin (urn:nbn:de:bvb:12-bsb10600492-2)
  - 5. Band, 1837, Moritz – Ries (urn:nbn:de:bvb:12-bsb10600493-7)
  - 6. Band, 1838, Riesenharfe – Zyka (urn:nbn:de:bvb:12-bsb10600494-3)
  - Supplement-Band, 1842 (urn:nbn:de:bvb:12-bsb10810234-0)
- Versuch einer Philosophie des Schönen in der Musik, oder Aesthetik der Tonkunst. Zugleich ein Supplement zu allen grösseren musikalischen Theorieen, und ein Hand- und Lesebuch für die Gebildeten aus allen Ständen zur Förderung eines guten Geschmacks in musikalischen Dingen. Mainz 1838, archive.org
- Allgemeine Generalbasslehre, mit besonderer Rücksicht auf angehende Musiker, Organisten und gebildete Dilettanten. Darmstadt 1839, books.google.de
- Polyphonomos oder die Kunst, in sechsunddreißig Lectionen sich eine vollständige Kenntniß der musikalischen Harmonie zu erwerben. Ein Lehrbuch, zugleich zur Weckung und Förderung einer ächten musikalischen Bildung. Stuttgart 1839, archive.org
- Jahrbücher des Deutschen Nationalvereins für Musik und ihre Wissenschaft, Karlsruhe 1839–1842 (Digitalisate Google)
  - Jg. 1 (1839) archive.org
  - Jg. 2 (1840) archive.org
  - Jg. 3 (1841) archive.org
  - Jg. 4 (1842) archive.org
- Populäre Einleitung in die sämmtlichen Schriften des neuen Testaments für den gebildeten Christen jedes Standes und jeder Confession, besonders den Religionslehrer deutscher Volksschulen, Reutlingen 1840
- Lehrbuch der allgemeinen Musikwissenschaft oder dessen, was Jeder, der Musik treibt oder lernen will, nothwendig wissen muß. Nach einer neuen Methode, zum Selbstunterricht, und als Leitfaden bei allen Arten von praktischem wie theoretischem Musikunterricht. Karlsruhe 1840 books.google.de
- Geschichte der heutigen oder modernen Musik. In ihrem Zusammenhange mit der allgemeinen Welt- und Völkergeschichte. Karlsruhe 1841 archive.org
- Das Musikalische Europa, oder Sammlung von durchgehends authentischen Lebens-Nachrichten über jetzt in Europa lebende ausgezeichnete Tonkünstler, Musikgelehrte, Componisten, Virtuosen, Sänger &c. &c. Speyer 1842 archive.org
- Leitfaden zum Unterrichte und zur eigenen Unterweisung in der Harmonielehre, insbesondere nach des Verfassers System derselben (Polyphonomos). In katechetischer Form bearbeitet. Stuttgart 1842 archive.org
- Der Pianist oder die Kunst der Clavierspiels in ihrem Gesammtumfange theoretisch-praktisch dargestellt. Osterode 1843 archive.org
- Musikalische Dynamik oder die Lehre vom Vortrage in der Musik. Kassel 1843, archive.org
- Geschichte des Hauses Hohenzollern in genealogisch fortlaufenden Biographien aller seiner Regenten von den ältesten bis auf die neuesten Zeiten. Nach Urkunden und andern authentischen Quellen, Leipzig 1843 (Digitalisat)
- Franz Liszt. Sein Leben und Wirken, aus nächster Beschauung dargestellt. Stuttgart 1844, archive.org
- Sicherer Schlüssel zur Kunst der Clavier-Virtuosität. Stuttgart 1844, archive.org
- Musikalischer Autodidakt oder Anleitung zu vollständiger Kenntniss der musikalischen Harmonie durch Selbstunterricht. 1846
- Beethoven-Album. Ein Gedenkbuch dankbarer Liebe und Verehrung für den grossen Toten, gestiftet und beschrieben von einem Vereine von Künstlern und Kunstfreunden aus Frankreich, England, Italien, Deutschland, Holland, Schweden, Ungarn und Russland. Stuttgart o. J. [1846]
- Musikalisches Conversations-Handwörterbuch, enthaltend die Erklärung sämmtlicher in das Bereich der theoretischen und praktischen Musik gehörender Gegenstände, Kunstausdrucke, Schriftzeichen &: für Künstler und Dilettanten, Sänger und Instrumentalisten, Lehrer und Lernende der Musik. Stuttgart 1849
- Musikalische Didaktik oder die Kunst des Unterrichts in der Musik. Ein nothwendiges Hand- und Hülfsbuch für alle Lehrer und Lernende der Musik, Erzieher, Schulversteher, Organisten, Volksschullehrer etc. Eisleben 1851 archive.org
- Allgemeine Volksmusiklehre oder didaktische Darstellung alles dessen, was der Musikunterricht in sämmtlichen Schulen, von den Gymnasien und höheren Töchterschulen an bis herab zur geringsten Dorfschule, sowie in den verschiedenen dilettantischen Vereinen, als Liedertafeln, Liederkränzen, Harmonien &c. &c. zur Erreichung seines eigentlichen Bildungszwecks notwendig zu lehren hat. Augsburg 1852, archive.org
- Der Ocean, oder physisch-geographisch-historische Beschreibung des Weltmeers und seiner einzelnen Theile, Stuttgart Verlags Bureau (1845, 1849)
- Carl Philipp Emanuel Bach's Versuch über die wahre Art das Clavier zu spielen. Im Gewande und nach den Bedürfnissen unserer Zeit neu herausgegeben von Gustav Schilling. Franz Stage, Berlin 1856

## Werke unter dem Pseudonym „Dr. G. Penny“
- Guido. Eine Erzählung nach dem Leben, 2 Bände, 1832[27]
- Peter Joseph Lindpaintner, in: Allgemeine musikalische Zeitung, Jg. 37, Nr. 40 vom 7. Oktober 1835, Sp. 661–670 und Nr. 41 vom 14. Oktober 1835, Sp. 677–682
- Deutschlands schöne Literatur der Gegenwart und Zukunft. Eine Rede an das gesammte deutsche Lese-Publicum, Reutlingen 1836
- Wegweiser durch Göttingen und seine Umgegend, Stuttgart 1837 (= Taschenbibliothek für Reisende auf Eisenbahnen, Dampfschiffen und Eilwägen, Band 8)